# Aloe citrina
Aloe citrina é uma espécie de liliopsida do gênero Aloe, pertencente à família Asphodelaceae.